# Salmo
Salmo Linnaeus, 1758 je rod ryb z čeledi lososovitých žijící původně ve vodách severní polokoule. Český rodový název je pstruh nebo losos. Jsou to dravé ryby vyžadující velký obsah kyslíku ve vodě, žijí proto v rychle tekoucích, horních částech toků, v tzv. pstruhovém pásmu.

## Druhy a formy
- Salmo akairos Delling & Doadrio, 2005 – pstruh marocký
- Salmo aphelios Kottelat, 1997 – pstruh makedonský
- Salmo balcanicus (Karaman, 1927) – pstruh balkánský
- Salmo carpio Linnaeus, 1758 – pstruh italský
- Salmo cenerinus Nardo ex Chiereghini, 1847 – pstruh severoitalský
- Salmo cettii Rafinesque, 1810 – pstruh sicilský
- Salmo ciscaucasicus Dorofeyeva, 1967 – pstruh zakavkazský
- Salmo dentex (Heckel, 1851) – pstruh cetinský
- Salmo ezenami Berg, 1948 – pstruh ezenamský
- Salmo farioides Karaman, 1938 – pstruh jadranský
- Salmo ferox Jardine, 1835 – pstruh skotský
- Salmo fibreni Zerunian & Gandolfi, 1989 – pstruh fibrenský
- Salmo gairdneri Richardson, 1836 – pstruh duhový
- Salmo ischchan Kessler, 1877 – pstruh sevanský
- Salmo labrax Pallas, 1814 – pstruh černomořský
- Salmo letnica (Karaman, 1924) – pstruh letnica
- Salmo lumi Poljakov, Filipi & Basho, 1958 – pstruh albánský
- Salmo macedonicus (Karaman, 1924) – pstruh vardarský
- Salmo marmoratus Cuvier, 1829 – pstruh mramorovaný
- Salmo montenigrinus (Karaman, 1933) – pstruh černohorský
- Salmo nigripinnis Günther, 1866 – pstruh irský
- Salmo obtusirostris (Heckel, 1851) – pstruh jaderský
- Salmo ohridanus Steindachner, 1892 – pstruh ohridský
- Salmo pallaryi Pellegrin, 1924 – pstruh severoafrický †
- Salmo pelagonicus Karaman, 1938 – pstruh horský
- Salmo peristericus Karaman, 1938 – pstruh prespanský
- Salmo platycephalus Behnke, 1969 – pstruh plochohlavý
- Salmo rhodanensis Fowler, 1974 – pstruh rhonský
- Salmo salar Linnaeus, 1758 – losos obecný
- Salmo schiefermuelleri Bloch, 1784 – pstruh rakouský
- Salmo stomachicus Günther, 1866 – pstruh melvinský
- Salmo taleri (Karaman, 1933) – pstruh Talerův
- Salmo trutta Linnaeus, 1758 – pstruh obecný
  - Salmo trutta aralensis
  - Salmo trutta fario – pstruh obecný potoční
  - Salmo trutta lacustris – pstruh obecný jezerní
  - Salmo trutta macrostigma
  - Salmo trutta oxianus
  - Salmo trutta trutta – pstruh obecný mořský
- Salmo visovacensis Taler, 1950 – pstruh visovacký
- Salmo zrmanjaensis Karaman, 1938 – pstruh zrmanjanský